# Новак, Ладислав
Ла́дислав Но́вак (чеш. Ladislav Novák; 5 декабря 1931, Лоуни, Чехословацкая Республика — 21 марта 2011, Остршедек, Чехия) — чехословацкий футболист и тренер, один из лучших левых защитников Европы 1950—1960-х годов.

## Спортивная карьера
Начал игровую карьеру в клубе «Техномат» из Теплице, однако большую её часть провел, защищая цвета пражской «Дуклы» (1952—1966). С ней он становился восьмикратным чемпионом страны и дважды выигрывал национальный кубок. Закончил выступать в качестве игрока в 1968 году в клубе ЛИАЗ (Яблонец-над-Нисоу).
В составе сборной ЧССР провел 75 матчей, из них 71 был её капитаном. Принимал участие в трех чемпионатах мира (1954, 1958 и 1962). Серебряный призёр чемпионата мира в Чили (1962), бронзовый призёр чемпионата Европы во Франции (1960).
Свою тренерскую карьеру начал в 1968 году в клубе ЛИАЗ. Затем несколько лет работал с бельгийскими командами. В 1980 году вернулся на родину, чтобы возглавить «Дуклу», которую в 1982 году привел к чемпионскому титулу. Завершил тренерскую деятельность на посту наставника бельгийского «Моленбека» в 1991 году.

## Достижения

### Футболист
- Вице-чемпион мира 1962 года
- 3-е место на чемпионате Европы 1960 года
- Чемпион Чехословакии 1953, 1956, 1958, 1961, 1962, 1963, 1964, 1966 годов
- Обладатель Кубка Чехословакии 1961, 1965 годов.

### Тренер
- Чемпион Чехословакии 1982 года
- Обладатель Кубка Чехословакии 1981, 1983 годов.